# Résolution 42 du Conseil de sécurité des Nations unies
Membres permanents
- Chine
- États-Unis
- France
- Royaume-Uni
- URSS

Membres non permanents
- Argentine
- Belgique
- Canada
- Colombie
- Syrie
- RSS d'Ukraine

Résolution no 41 Résolution no 43
La résolution 42 du Conseil de sécurité des Nations unies  est une résolution du Conseil de sécurité des Nations unies adoptée le 5 mars 1948. Elle a appelé les membres permanents du Conseil à consulter et s'informer sur la situation en Palestine et à faire des recommandations à la commission des Nations unies pour la Palestine. La résolution a également fait appel à tous les gouvernements et les peuples, en particulier ceux autour de la Palestine afin d'aider la situation de quelque manière possible.
La résolution a été adoptée avec huit voix contre zéro et trois abstentions de l'Argentine, la Syrie et le Royaume-Uni.

## Texte
- Résolution 42 Sur fr.wikisource.org
- Résolution 42 Sur en.wikisource.org